# Michel Bouquet
Michel Bouquet (Parigi, 6 novembre 1925 – Parigi, 13 aprile 2022) è stato un attore francese, interprete di oltre cento film e attivo in teatro per sessant'anni, due volte vincitore del Premio César e insignito della Legion d'Onore.

## Biografia

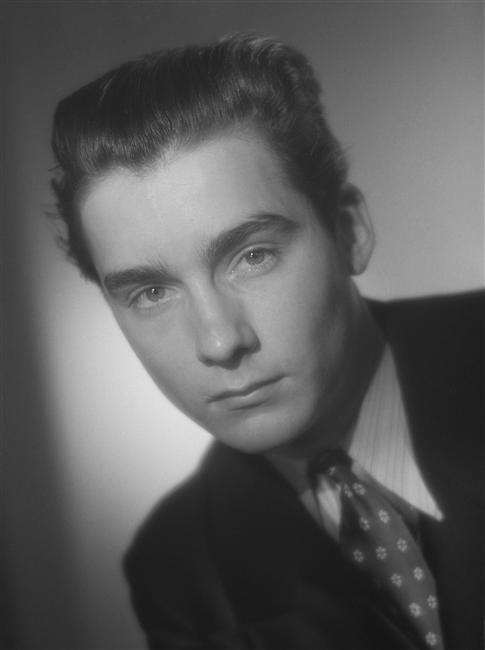
Michel Bouquet a 18 anni (1943)

Figlio di un ufficiale e nipote di un calzolaio, all'età di sette anni Michel Bouquet venne mandato in collegio con i suoi tre fratelli. Bambino riservato, dovette affrontare la crudeltà dei suoi compagni e resterà segnato dalla difficile esperienza. Mentre suo padre era prigioniero di guerra, egli esercitò svariati mestieri per sostenere la madre e i fratelli. Nel 1943, Bouquet conobbe Maurice Escande, un membro della Comédie-Française, che gli offrì di frequentare le sue lezioni di recitazione. In seguito fu allievo del Conservatoire national supérieur d'art dramatique, frequentato anche da Gérard Philipe, e debuttò sul palcoscenico nel 1944, ottenendo il suo primo ruolo da protagonista in Roméo et Jeannette di Jean Anouilh. Michel Bouquet contribuì a far conoscere sulle scene francesi le opere di Harold Pinter. Nominato professore al Conservatorio Nazionale Superiore di Arte Drammatica nel 1977, tra le sue più celebri interpretazioni sul palcoscenico sono da ricordare due lavori di Samuel Beckett, Aspettando Godot nel 1978 e Finale di partita nel 1995, nonché Danza di morte di August Strindberg nel 1984 e Il re muore di Eugène Ionesco nel 1994.
Michel Bouquet fece la sua prima apparizione al cinema in Monsieur Vincent (1947) di Maurice Cloche. Interprete prolifico, raffinato, a volte enigmatico e inquietante, alternò sempre teatro e cinema, pur dichiarando di preferire il palcoscenico al grande schermo. Al cinema fu particolarmente noto per le sue interpretazioni di personaggi borghesi, tipici nelle opere degli anni settanta di Claude Chabrol e François Truffaut. Non esitò a sostenere ruoli spiacevoli, a interpretare personaggi ambigui, oscuri e ombrosi. La sua silhouette, il suo volto dall'espressione imperturbabile e ascetica e la sua voce profonda conferirono singolarità e profondità ai personaggi da lui interpretati, consentendogli di dimostrare grande talento sia nella commedia che nel dramma.
Per la regia di François Truffaut, Bouquet fu Comolli, il detective privato assassinato in La mia droga si chiama Julie (1969) e fu una delle vittime in La sposa in nero (1968). Per Chabrol interpretò il marito ingannato  in Stéphane, una moglie infedele, cui fece seguito il crudele suocero in All'ombra del delitto (1970). Successivamente Bouquet fu il poliziotto testardo in Due contro la città (1972), il candidato parlamentare in L'uomo in basso a destra nella fotografia (1973) di Nadine Trintignant, il magnate della stampa, ricoverato in ospedale in Le campane di Bicêtre (1976). Nello stesso anno interpretò il miliardario nella commedia Professione... giocattolo di Francis Veber. In questo decennio interpretò due ruoli oscuri per André Cayatte, in Non c'è fumo senza fuoco (1973) e Ragione di stato (1978). Un altro film incentrato su temi politici è L'attentato (1972) di Yves Boisset. Negli anni ottanta fu diretto da Claude Chabrol, in Una morte di troppo (1986), interpretando il notaio Lavoisier, mentre nel 1982 fu l'ispettore Javert in Les Miserables, versione di Robert Hossein con Lino Ventura. Tra le sue ultime interpretazioni di rilievo, il pittore Auguste Renoir in Renoir (2012).
Bouquet è morto nel 2022 in un ospedale parigino. Aveva 96 anni.

## Vita privata
Michel Bouquet fu sposato con due colleghe: Ariane Borg e Juliette Carré, spesso sua partner cinematografica.

## Filmografia parziale
- Monsieur Vincent, regia di Maurice Cloche (1947)
- Manon, regia di Henri-Georges Clouzot (1949)
- La torre del piacere (La Tour de Nesle), regia di Abel Gance (1955)
- La trappola si chiude (Le Piège), regia di Charles Brabant (1958)
- Katia, regina senza corona (Katia), regia di Robert Siodmak (1959)
- Le amicizie particolari (Les Amitiés particulières), regia di Jean Delannoy (1964)
- La tigre profumata alla dinamite (Le Tigre se parfume à la dynamite), regia di Claude Chabrol (1965)
- Criminal story (La route de Corinthe), regia di Claude Chabrol (1967)
- La sposa in nero (La Mariée était en noir), regia di François Truffaut (1968)
- Stéphane, una moglie infedele (La Femme infidèle), regia di Claude Chabrol (1969)
- La mia droga si chiama Julie (La Sirène du Mississippi), regia di François Truffaut (1969)
- Indagine su un parà accusato di omicidio (Le Dernier Saut), regia di Édouard Luntz (1970)
- Borsalino, regia di Jacques Deray (1970)
- All'ombra del delitto (La Rupture), regia di Claude Chabrol (1970)
- L'uomo venuto da Chicago (Un Condé), regia di Yves Boisset (1970)
- Malpertuis, regia di Harry Kümel (1971)
- Conto alla rovescia (Compte à rebours), regia di Roger Pigaut (1971)
- Sul far della notte (Juste avant la nuit), regia di Claude Chabrol (1971)
- 7 cervelli per un colpo perfetto (Trois milliards sans ascenseur), regia di Roger Pigaut (1972)
- L'attentato (L'Attentat), regia di Yves Boisset (1972)
- Il serpente (Le Serpent), regia di Henri Verneuil (1973)
- Il complotto (Le Complot), regia di René Gainville (1973)
- Non c'è fumo senza fuoco (Il n'y a pas de fumée sans feu), regia di André Cayatte (1973)
- L'uomo in basso a destra nella fotografia (Défense de savoir), regia di Nadine Trintignant (1973)
- Due contro la città (Deux hommes dans la ville), regia di José Giovanni (1973)
- I buoni sentimenti stuzzicano l'appetito (Les Grands sentiments font les bons gueuletons), regia di Michel Berny (1973)
- Cadavere di troppo (...la main à couper), regia di Étienne Périer (1974)
- La polizia indaga: siamo tutti sospettati (Les Suspects), regia di Michel Wyn (1975)
- La paura dietro la porta (Au-delà de la peur), regia di Yannick Andréi (1975)
- Professione... giocattolo (Le Jouet), regia di Francis Veber (1976)
- Le campane di Bicêtre (Les Anneaux de Bicêtre), regia di Louis Grospierre (1976) - film TV
- Ragione di stato (La Raison d'état), regia di André Cayatte (1978)
- Eternità... e un giorno ancora (L'Ordre et la sécurité du monde), regia di Claude D'Anna (1978)
- La Ronde de nuit, regia di Gabriel Axel (1978) - film TV
- I miserabili (Les Misérables), regia di Robert Hossein (1982)
- Una morte di troppo (Poulet au vinaigre), regia di Claude Chabrol (1985)
- Il labirinto nello specchio (Le Regard dans le miroir), regia di Jean Chapot - miniserie TV (1985)
- Tutte le mattine del mondo (Tous les matins du monde), regia di Alain Corneau (1991)
- Toto le héros - Un eroe di fine millennio (Toto le Héros), regia di Jaco Van Dormael (1991)
- Il manoscritto del Principe, regia di Roberto Andò (2000)
- Comment j'ai tué mon père, regia di Anne Fontaine (2002)
- Les côtelettes, regia di Bertrand Blier (2003)
- L'après-midi de monsieur Andesmas, regia di Michelle Porte (2004)
- Le passeggiate al Campo di Marte (Le promeneur du Champ-de-Mars), regia di Robert Guédiguian (2006)
- La petite chambre, regia di Stéphanie Chuat e Véronique Reymond (2010)
- Renoir, regia di Gilles Bourdos (2012)
- L'antiquaire, regia di François Margolin (2015)

## Riconoscimenti
- Premio César
  - 2002 – Migliore attore per Comment j'ai tué mon père
  - 2006 – Migliore attore per Le passeggiate al Campo di Marte

- Premio Molière
  - 1998 – Migliore attore per Les côtelettes
  - 2005 – Migliore attore per Il re muore

- European Film Awards
  - 1991 – Miglior attore per Toto le héros - Un eroe di fine millennio

## Doppiatori italiani
- Sergio Tedesco in La sposa in nero, Stéphane, una moglie infedele, La mia droga si chiama Julie
- Omero Antonutti in Il manoscritto del principe, Le passeggiate al campo di Marte
- Emilio Cigoli in L'uomo venuto da Chicago
- Stefano Sibaldi in Il serpente
- Dario Penne in Una morte di troppo
- Manlio Guardabassi in Tutte le mattine del mondo